# Thamnodynastes paraguanae
Thamnodynastes paraguanae is een slangensoort uit de familie toornslangachtigen (Colubridae) en de onderfamilie Dipsadinae.

## Naam en indeling
De wetenschappelijke beschrijving van de soort door Joseph Randle Bailey en Robert A. Thomas werd in 2007 gepubliceerd. De soort is genoemd naar de typelocatie, het schiereiland Paraguaná in de Venezolaanse deelstaat Falcón. Het holotype werd er verzameld op 21 november 1964.

## Verspreiding en habitat
De soort komt voor in delen van Zuid-Amerika en wordt aangetroffen in woestijnachtig gebied met geringe regenval aan of nabij de kust van het schiereiland Guajira in Colombia, het noordelijk deel van het bekken van het meer van Maracaibo en het schiereiland Paraguaná in Venezuela. De grootste lengte van een mannelijk specimen is 477 millimeter, dat van een vrouwtje 605 mm.

## Beschermingsstatus
Door de internationale natuurbeschermingsorganisatie IUCN is de beschermingsstatus 'veilig' toegewezen (Least Concern of LC).